# Storvedel
Storvedel (Astragalus falcatus) är en ärtväxtart som beskrevs av Jean-Baptiste de Lamarck. Storvedel ingår i släktet vedlar, och familjen ärtväxter. Inga underarter finns listade i Catalogue of Life.

## Bildgalleri

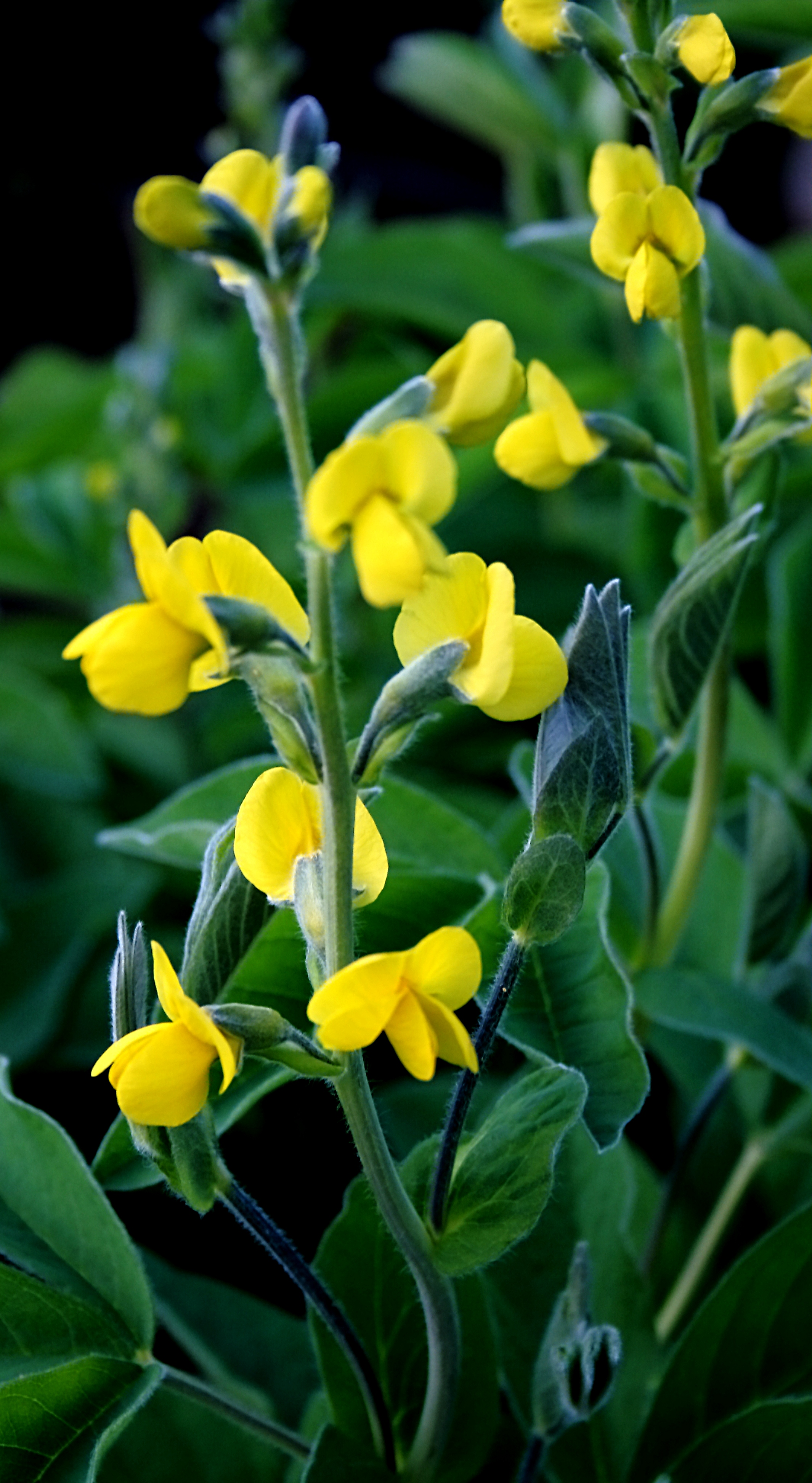
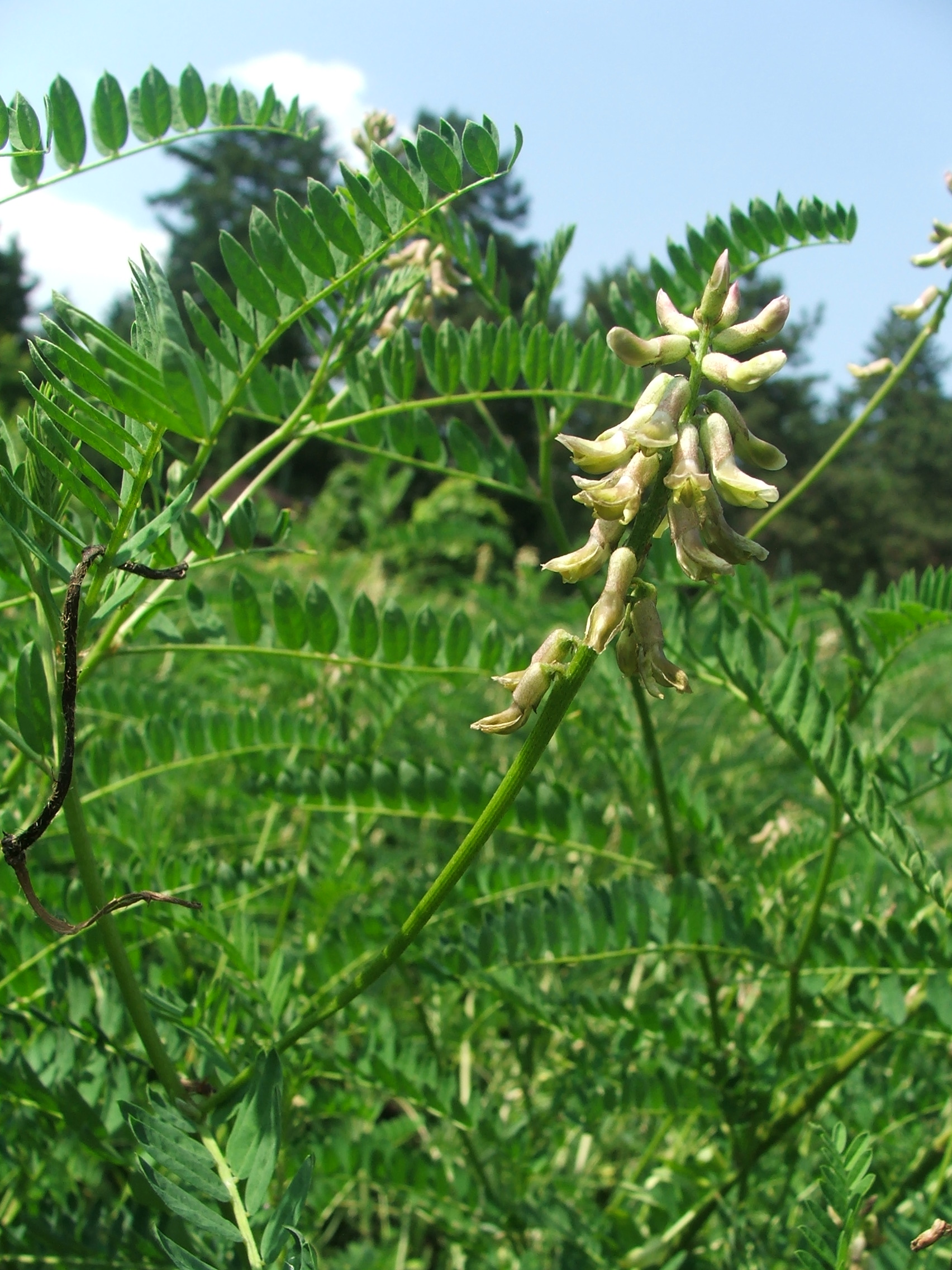
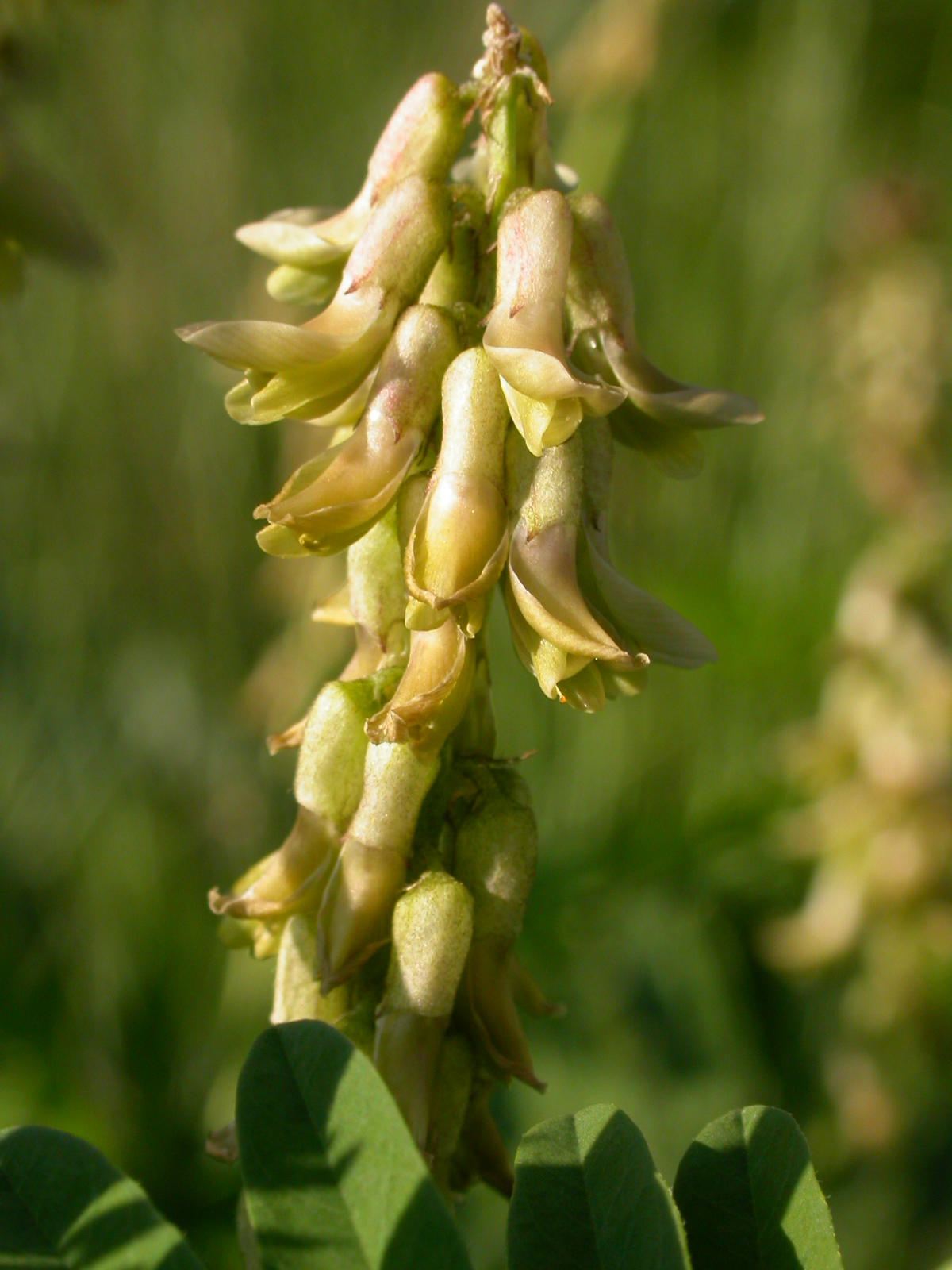
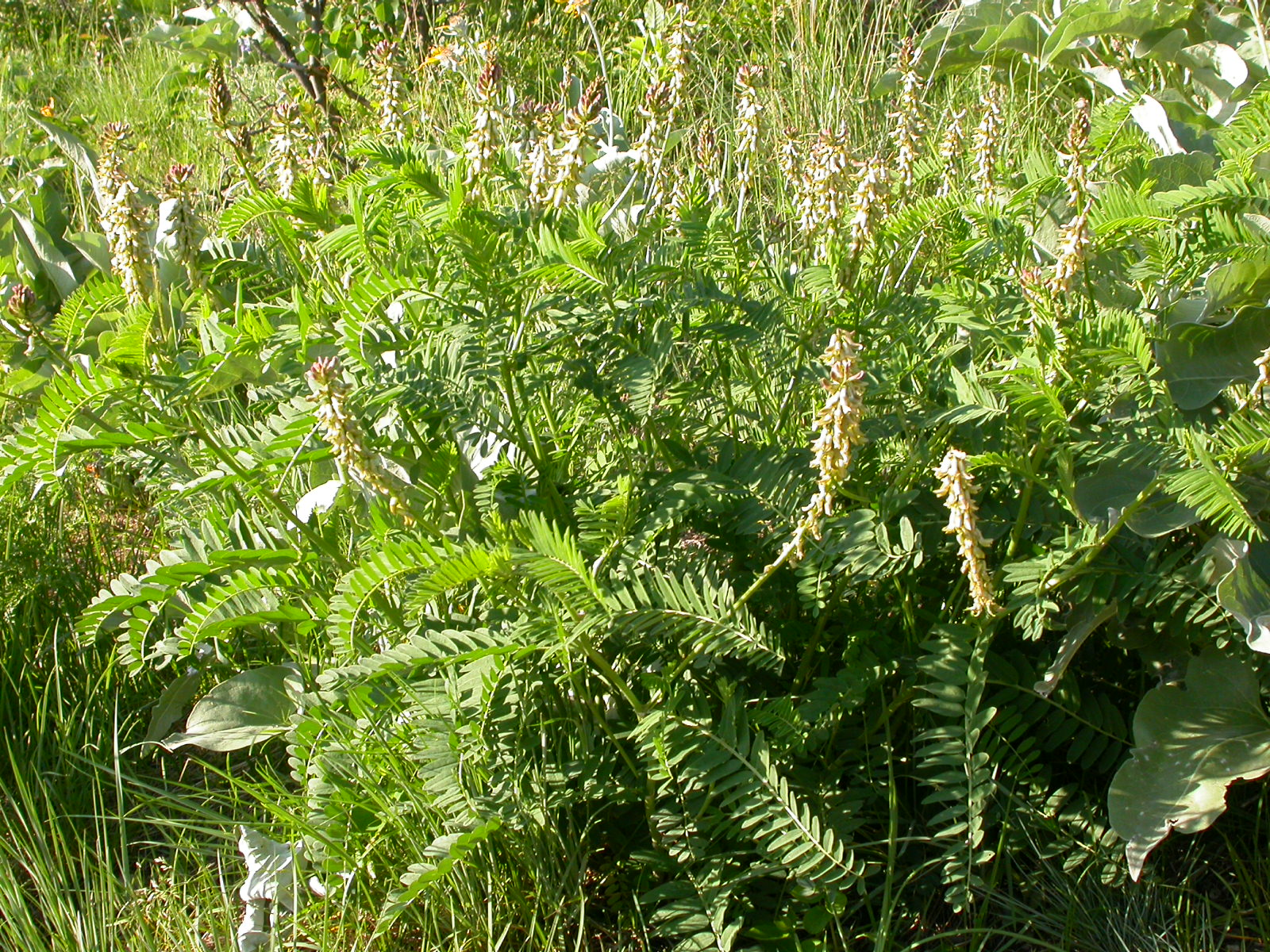
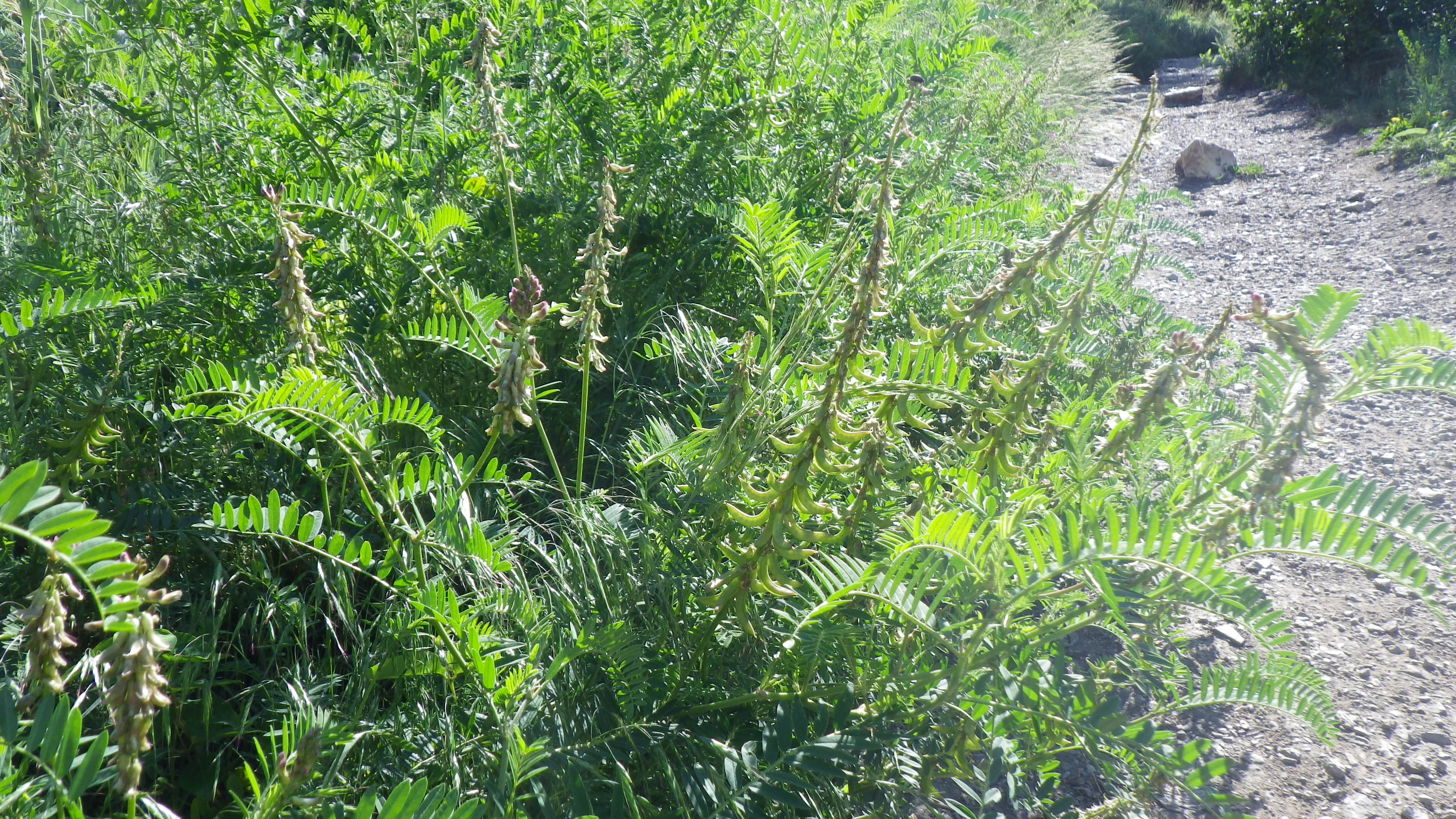
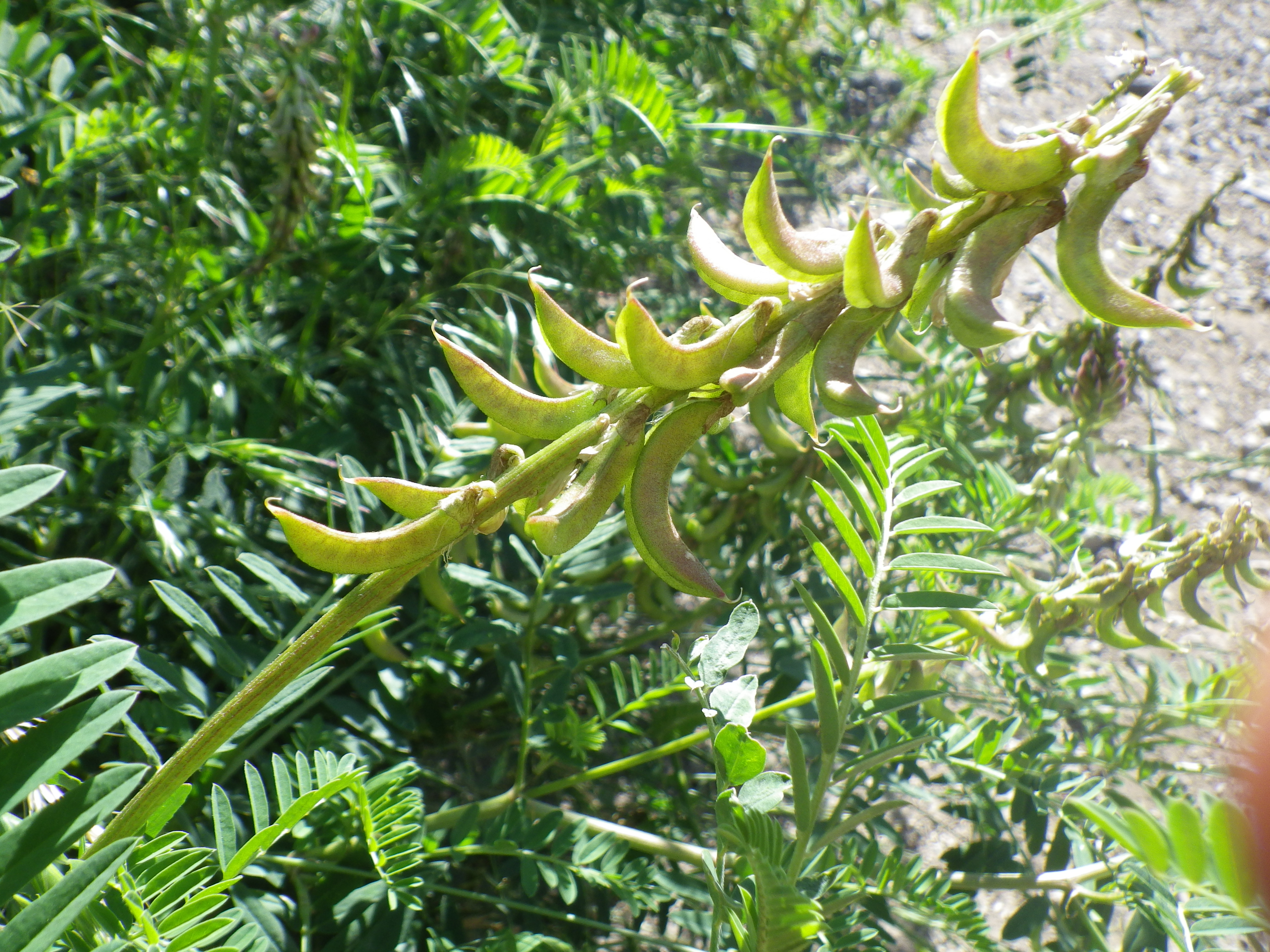